# De syv vise
De syv vise (græsk: οἱ ἑπτὰ σοφοί, hoi hepta sophoi) var i antikkens Hellas en ærestitulering til syv filosofer, poeter, statsmænd og lovgivere, som levede i tiden mellem 600- og 500-tallet f.Kr. og som var berømte i de påfølgende århundreder for deres visdom.

## De syv vise
Traditionelt har hver af de syv vise repræsenteret et aspekt af verdensvisdom, som blev opsummeret i et ordsprog eller visdomsord. Selv om listen af vismænd varierer med forskellige navne, er følgende den mest almindelige:
- Kleobulos fra Lindos; poet fra Lindos, 500-tallet f.Kr.: «Mådehold er bedst».
- Solon fra Athen, digter og lovgiver, ca. 638 – 558 f.Kr.: «Alt med måde».[1]
- Kilon fra Sparta, filosof, 500-tallet f.Kr.: «Begær ikke det umulige».
- Bias fra Priene, politiker, 500-tallet f.Kr.: «De fleste mænd er dårlige».
- Thales fra Miletos, filosof, 624 f.Kr. – 547 f.Kr.: «Undgå at gøre, hvad du vil klandre andre for».[2]
- Pittakos fra Mytilene, politiker, ca. 640 – 568 f.Kr.: «Du bør vide, hvilke muligheder du kan vælge».
- Periandros fra Korint, politiker, død ca. 587 f.Kr.: «Ingenting er umuligt for den arbejdsomme».[3]

Platon oplister i dialogen Protagoras følgende syv vise: Thales, Bias, Solon, Pittakos,  Kleobulos, Myson fra Chenae eller Chen og Kilon. Det er den ældste kendte omtale af de syv vise.
Diogenes Laertios har en liste som skiller sig noget ud fra Platons liste, hvor han fremmer Periandros fra Korint i stedet for Myson, ellers er listen identisk.